# Аштасахасрика
Аштасахасрика (अष्टसाहस्रिका प्रज्ञापारमिता सूत्र, «Аштасахасрика Праджняпарамита сутра», Astasähasrikäprajnäparamitäsütra: «Сутра о Запредельной Премудрости в восемь тысяч стихов-шлок») — «самый ранний махаянский канонический текст», датированный I веком до н. э. — I веком н. э.. Местом создания сутры считается Индия или Кушанское царство.
Сутра состоит из 32 глав. Содержит беседы Будды с учениками (Субхути, Шарипутра, Ананда), а также с «предводителем богов» Шакрой.
Здесь вводятся понятия бодхисаттва , праджняпарамита, трех колесниц, шуньята , а также идея злого духа Мары (гл. XI), который препятствует просветлению. Кроме того, в сутре упоминается бодхисаттва Майтрейя, «великий якша» Ваджрапани (гл. XVII) и рай Абхирати (гл. XIХ).

## Переводы
В 179 году кушанский буддийский монах Локакшема перевел эту сутру на китайский язык. Впоследствии перевод осуществлялся в 408 году Камарадживой. В Новое время санскритский текст был опубликован в 1888 году в Калькутте и с тех пор переводился на английский (Conze E.), немецкий (Walleser M.) и французский (Burnouf E.) языки

## Основные идеи
Основной смысл «запредельной мудрости» (праджняпарамита) сводится к следующему утверждению:

Все предметные явления тоже подобны магической иллюзии

Эта парамита мудрости руководит бодхисаттвой, превосходит остальные 5 парамит (даяние даров, нравственность, терпение, энергичность, транс) и составляет основу дхармы. В определённой степени даже нирвана является иллюзией (хотя она также является синонимом пустоты). Оскудение мудрости приводит к формированию кармы, попаданию существ в великий ад и гибели мира в огне. В немалой степени этому способствует Мара, однако помимо темных сил в мире действуют и благожелательные бодхисаттвы, которые помогают людям сохранить праджняпарамита. Однако их борьба сложна, так как праджняпарамита не может быть записана, а Мара может принять облик шрамана или бодхисаттвы.

благодаря пустоте всех дхарм, никакой дхармы не существует

Поскольку в основе мира лежит пустота, то его зримая часть является лишь оболочкой или иллюзией, которая обозначается как скандха или дхарма. Относительно этого не может быть подлинного знания или мудрости. В основе всех бодхисаттв лежит природа Будды или Татхагата.
В конце сутры подвергается критике аскетизм и приводится пример бодхисаттвы Дхармодгаты (гл. XXX—XXXI), который сохранял моральную чистоту и мудрость, живя насыщенной светской жизнью в своем дворце города Гандхавати